# Ophiothrix viridialba
Ophiothrix viridialba is een slangster uit de familie Ophiotrichidae.
De wetenschappelijke naam van de soort werd in 1867 gepubliceerd door Carl Eduard von Martens.